# Manderlay
Manderlay ist ein Spielfilm des dänischen Regisseurs Lars von Trier aus dem Jahr 2005. Das Drama ist der zweite Teil von von Triers Amerika-Trilogie, die mit Dogville (2003) begann und mit dem Film Wasington abgeschlossen werden soll (der letzte Teil war eigentlich für das Jahr 2009 geplant, wurde aber noch nicht fertiggestellt). Der Film wurde von mehreren Filmstudios produziert, darunter Zentropa Entertainment, Film i Väst und Memfis Film & Television, und startete am 10. November 2005 in den deutschen Kinos.

## Handlung
Die USA, im Jahre 1933: Grace Margaret Mulligan und ihr Vater lassen das bis auf die Grundmauern abgebrannte Dorf Dogville hinter sich und machen sich auf den Heimweg nach Denver. Während ihrer Abwesenheit haben konkurrierende Gangster die Geschäfte übernommen. Grace’ Vater und seine Handlanger haben deshalb den gesamten Winter mit der Aufgabe verbracht, nach einem neuen Gebiet Ausschau zu halten, in dem die Gruppe sesshaft werden könnte. Durch Zufall stoppt ihr Wagen im US-Bundesstaat Alabama vor einem großen verschlossenen Eisengatter, hinter dem sich das Anwesen „Manderlay“ befindet.
Als die Gruppe im Begriff ist, nach einer kurzen Pause aufzubrechen, rennt eine junge Schwarze auf das Auto zu und bittet um Hilfe. Grace verlässt entgegen der Anweisung ihres Vaters den Wagen und folgt der jungen Frau durch das Tor von Manderlay. Hier trifft Grace auf eine Gruppe von Menschen, die so leben, als sei die Sklaverei siebzig Jahre zuvor nicht abgeschafft worden – mit weißen Herren und schwarzen Sklaven, die auf den Baumwollfeldern der Plantage arbeiten müssen. Grace beschließt einzugreifen.
Für Grace bietet sich dort ein unfassbares Bild. Ein junger Schwarzer, Timothy, ist zwischen zwei Zaunpfosten angebunden worden und wird von einem weißen Aufseher ausgepeitscht. Grace gibt ihm die Anweisung, damit aufzuhören, um kurze Zeit später mit der Besitzerin der Plantage konfrontiert zu werden, einer alten Lady, bekannt als Mam, die eine Schusswaffe auf Grace richtet. Die Handlanger ihres Vaters retten sie jedoch aus dieser brenzligen Situation. Wie sich kurze Zeit später herausstellt, ist Mam sehr schwach und im Begriff zu sterben. In ihrem Schlafzimmer bittet sie Grace, zum Schutz von Manderlays Bewohnern ein altes Buch zu vernichten, das sie unter ihrer Matratze versteckt hält. Grace weigert sich aber, dieser Bitte nachzukommen. Mam stirbt und Grace findet heraus, dass die Plantage nach diesem handgeschriebenen Buch geführt wurde, „Mams Gesetz“, das einen Verhaltenskodex und eine Beschreibung der Sklaven auf Manderlay zum Inhalt hat.
Grace sieht sich bald in der Pflicht, das den Sklaven durch die Weißen widerfahrene Unrecht wiedergutzumachen. „Wir brachten sie hierher, missbrauchten sie, machten sie zu dem, was sie sind“, entgegnet sie ihrem Vater und beschließt, in Manderlay zu bleiben, bis die nunmehr ehemaligen Sklaven ihre erste eigene Ernte eingeholt haben. Ihr Vater hält von ihrer Idee gar nichts und beschließt, Manderlay ohne sie zu verlassen. Zu ihrer Unterstützung lässt er ihr aber fünf seiner Handlanger vor Ort. Sie widmet sich nun voller Tatendrang der Aufgabe, das Vertrauen der Schwarzen zu gewinnen. Aber anstatt mit Kraft und Einsatz geht sie mit Geduld und Zurückhaltung vor, um den Bewohnern von Manderlay den Demokratiegedanken und die Selbstverwaltung allmählich näher zu bringen.
Mams Erben sind unglücklich mit der neuen Lage, da sie für ein Jahr auf den Status ihrer ehemaligen Sklaven zurückgesetzt sind. Danach erst können sie bleiben oder gehen, wie ihnen beliebt. Für die Schwarzen ist die neugewonnene Freiheit ungewohnt. Nur mühsam gelingt es Grace, sie von der Notwendigkeit der Bestellung der Felder und der Reparatur der Unterkünfte zu überzeugen. Grace schlägt das Fällen der Bäume im „Garten der alten Lady“ vor, um an Bauholz zu kommen. Da sich aber die Aktivitäten hinziehen, zwingt Grace die Schwarzen mit Hilfe der Gangster zu Unterrichtsstunden in Sachen Demokratie, wobei sogar über die Uhrzeit abgestimmt wird.
Nur Timothy scheint nicht viel Gefallen an der neuen Situation zu finden und kann die Begeisterung von Grace nicht teilen. Trotzdem fühlt sich Grace von ihm angezogen, hat sogar erotische Phantasien. Man sagt, Timothy habe eine adlige Abstammung; er gehöre zum stolzen Stamm der Munsi.
Aber die Natur meint es nicht gut mit Manderlay – die Baumwollpflanzen werden durch einen Sandsturm verschüttet, da die schützenden hohen Bäume im „Garten der alten Lady“ abgeholzt worden sind. Auch ist der Sand in die Vorratskammern eingedrungen und hat fast alle Vorräte unbrauchbar gemacht. Die Bewohner der Plantage sind von einer Hungersnot bedroht. Auch die bei Grace verbliebenen Gangster sind untätig und unzufrieden. Die Lage auf Manderlay verschlechtert sich zusehends und seine Bewohner müssen sich – um nicht zu verhungern – von Erde ernähren.
Die Situation auf der Plantage spitzt sich zu, als die erkrankte Claire, die Tochter von Jack und Rose, zwei ehemaligen Sklaven, tot in ihrem Bett aufgefunden wird. Obwohl Claire die einzigen Fleischrationen bekommen hat, scheint sie an Unterernährung gestorben zu sein. Allerdings wird durch den Off-Kommentar klar, dass niemand Claire beim Essen sieht und alle sich nur einreden, dass das Mädchen wohl nachts essen müsse und bald genesen werde. Es stellt sich heraus, dass die alte Wilma, selbst vom Hunger erschöpft, der Versuchung erlegen ist, in der Nacht Claires – von dieser nicht angerührten – Rationen zu stehlen.
Die Gemeinschaft muss – nach den von Grace eingeführten Regeln – darüber abstimmen, wie Wilma bestraft werden soll. Nicht nur weil sie Claires Tod sühnen will, sondern auch weil sie sich selbst als Leidtragende ansehen, die um die zusätzliche Essensration gebracht worden sind, beschließt die Mehrheit auf Jacks Verlangen, aber gegen Grace’ Überzeugung, dass Wilma sterben soll. Grace hält Claires Vater davon ab, das Urteil selbst zu vollstrecken, weil die Vollstreckung dann ein Racheakt wäre, und begibt sich zur wartenden Wilma. Diese will ängstlich von ihr wissen, wie die anderen entschieden haben, und wird von Grace beruhigt, dass sich Jack nicht habe durchsetzen können. Sie erklärt Wilma ein gerechtes, aber fiktives Urteil, so wie sie es gern gefällt hätte, aber nicht durchsetzen konnte: Da Wilma das Essen immer erst gegessen habe, nachdem es von der kranken Claire nicht angerührt worden sei, treffe sie keine Schuld am Tod des Mädchens. Nachdem Wilma beruhigt eingeschlafen ist, erschießt Grace sie und bricht anschließend in Tränen aus.
Motiviert durch Timothy beginnen die Bewohner von Manderlay, die Baumwollpflanzen wieder freizulegen. Eine Ernte könnte noch möglich sein. Sie ist die einzige Hoffnung. Tatsächlich gelingt es, die Ernte einzufahren und sie zu einem guten Preis zu verkaufen. Diese Erfahrung führt sogar zur Integration der ehemaligen weißen Herren in die Gruppe. Die Gangster werden nicht mehr gebraucht und verlassen Manderlay.
Grace verbringt die Nacht nach der großen Feier mit Timothy. Die Offstimme erläutert sarkastisch, dass Grace, die sich zuvor in klischeehaften Masturbationsphantasien von erotischen Begegnungen mit den virilen schwarzen Männern der Farm erging, den Sex mit Timothy für sich als „bizarr“ bezeichnet, obwohl sie, für den Zuschauer offensichtlich, nur völlig ohne Ambitionen und Emotionen von Timothy benutzt und missbraucht wird. Der bizarre Eindruck wird noch dadurch unterstrichen, dass Grace, die eindeutigen Bilder der Vergewaltigung konterkarierend, aus zunächst regloser Schockstarre in lustvolles Schreien und Stöhnen ausbricht und nach vollzogenem Akt scheinbar befriedigt und beseelt neben einem desinteressiert wirkenden Timothy liegt – vielleicht glaubt sie ja auch nur, diesen damit täuschen zu können.
Am nächsten Tag findet Grace das Anwesen im Chaos vor. Das Erntegeld ist verschwunden. Der mutmaßliche Täter, ein Mitbewohner, wurde erschlagen, auch Elizabeth ist tot. Bald stellt sich heraus, dass Timothy das Geld verspielt hat und dass er gar nicht zum stolzen Stamm der Munsi gehört. Offensichtlich hat Grace in ihm nur gesehen, was sie sehen wollte. Sie hat Mams Gesetz nicht genau gelesen, eine Warnung vor Timothys Charakter völlig übersehen.
Nach genauerem Studium erkennt Grace, dass Mams Gesetz vor allem dazu da war, den Status quo nach dem offiziellen Ende der Sklaverei beizubehalten. Die psychologischen Profilbeschreibungen der Sklaven und die sehr genauen Anweisungen ermöglichten dessen Fortbestand, der nicht nur negative Seiten hatte. Er sicherte den Sklaven eine gewohnte Lebensweise in einem Land, das den Schwarzen nach wie vor ablehnend gegenüberstand. Freiheit kann auch eine Last sein. Überrascht erfährt sie, dass Wilhelm Mams Gesetz verfasst hat und das teils mit dem Wissen der anderen Schwarzen.
Unter dem Eindruck der Ereignisse beschließen die Schwarzen eine Rückkehr zu den alten Verhältnissen. Grace soll ihre neue Mam sein; sie ist damit nicht einverstanden, wird aber dazu gezwungen.
Grace lässt ein Stück Zaun herausnehmen und Timothy daran festbinden, um ihn dafür auszupeitschen, dass er das Geld verspielt hat. Sie hat vor, währenddessen durch die Lücke im Zaun zu fliehen und am Tor ihren Vater zu treffen, der sein Kommen für diese Zeit angemeldet hat, aber nur eine Viertelstunde auf ihre Entscheidung warten will, ob sie mit ihm kommt. Timothy hält Grace jedoch ihre eigenen Worte vom Anfang vor, die Afroamerikaner und deren Situation seien allein das Produkt der Weißen. Dies bringt Grace dazu, außer sich vor Wut selbst die Peitsche zu nehmen und auf Timothy einzuschlagen. Vor dem Tor findet sie später eine Nachricht ihres Vaters, den sie um Minuten verpasst hat; denn die mehrheitlich gewählte Uhrzeit von Manderlay stimmt nicht mit der Zeit von außerhalb überein. Er habe die Auspeitschung beobachtet und sei zufrieden, dass seine Tochter das Anwesen so gut im Griff habe. Er habe sich nur gefragt, warum sie ihm geschrieben hatte, dass eine „neue Zeit“ in Manderlay angebrochen sei.
Zum Schluss flieht Grace von Manderlay und aus dem Bundesstaat Alabama. Der Film endet mit sarkastischen Bemerkungen des Erzählers über die offene Haltung Amerikas gegenüber den Schwarzen. In der Abspannsequenz sind Originalfotos aus der Geschichte des Rassismus in den USA zu sehen, unter anderem von Mitgliedern des Ku-Klux-Klan, von Demonstrationen und polizeilicher Gewalt gegen Schwarze und von Martin Luther King, sowie zahlreiche weitere Bilder, die u. a. afroamerikanische Opfer von Lynchjustiz zeigen und die Lebenssituationen von Schwarzen in den USA wiedergeben.

## Entstehungsgeschichte und Interpretation
Nicole Kidman, die in Dogville die wiederkehrende Hauptfigur der Grace Margaret Mulligan porträtierte, wird in Manderlay durch die junge US-amerikanische Schauspielerin Bryce Dallas Howard ersetzt. Der Australierin war es aufgrund von Terminkonflikten nicht möglich, am zweiten Teil der Amerika-Trilogie von Lars von Trier mitzuwirken; sie soll den Part der Grace aber voraussichtlich im dritten Teil Wasington erneut übernehmen. Ebenso wurde die Rolle von Grace’ Vater neu besetzt. Während im ersten Teil James Caan in die Rolle des mysteriösen Gangsterbosses schlüpfte, übernahm in Manderlay Willem Dafoe den Part. In weiteren Nebenrollen sind Lauren Bacall, Željko Ivanek, Chloë Sevigny, Udo Kier, Jeremy Davies und Jean-Marc Barr zu sehen, die auch schon im ersten Teil Rollen bekleideten. Dem Erzähler leiht erneut der britische Schauspieler John Hurt seine Stimme.
Wie Dogville basiert auch Manderlay auf einem Original-Drehbuch des Regisseurs. Während dieser bei Dogville seine Ideen aus Bertolt Brechts Dreigroschenoper schöpfte, amerikanisierte er bei der Arbeit an dem Skript zu Manderlay erneut einen ausländischen Stoff, ohne die USA selbst bereist zu haben. Der Name „Manderlay“ für einen herrschaftlichen Landsitz ist in leicht variierter Schreibweise dem von Alfred Hitchcock verfilmten Roman Rebecca von Daphne du Maurier entlehnt; die Szene am verschlossenen Tor des Landguts spielt auf die Schlusssequenz des Hitchcock-Klassikers an. Als Quelle der Inspiration diente ferner der Roman Geschichte der O, den die französische Schriftstellerin Pauline Réage 1954 unter einem Pseudonym veröffentlichte. Der sadomasochistische Roman ist eine weibliche Unterwerfungsfantasie über eine Pariser Mode-Fotografin, die freiwillig und mit großer Leidenschaft einen Ort aufsucht, an dem sie sexuell dominiert und unterworfen wird und daraus schließlich ihre sexuelle Befriedigung schöpft. Von Trier ließ sich bei seiner Arbeit auch von einer wahren Begebenheit beeinflussen, die sich 1838 auf der Karibik-Insel Barbados zutrug. Schwarze Sklaven, die per Gesetz für frei erklärt wurden, baten ihren ehemaligen Herren, sie erneut in seine Dienste zu stellen. Als dieser sich weigerte, wurde er mitsamt seiner Familie getötet. Die ehemaligen Sklaven zogen wieder zurück in ihre alten Quartiere und verrichteten ihre Arbeit, als wäre nichts geschehen.
Wie schon der erste Teil spielt Manderlay in einer minimalistischen Theaterdekoration. Bis auf das majestätische Herrenhaus sind nur vereinzelt Requisiten im Szenenbild verwendet worden. Häuser oder Straßen wurden mit Kreidezeichnungen am Boden skizziert.
Lars von Trier erklärte: „Ich bin kein Repräsentant der politischen Korrektheit und will es auch nicht sein, sondern setze einen Kontrapunkt gegen den Idealismus, der selbst Menschen mit den besten Absichten in die Irre führen kann. In Manderlay sind weiße wie schwarze Charaktere dumm und unfähig, die Situation wirklich zu verändern oder sie auch nur zu begreifen. Es gibt bei mir keine unfehlbaren Helden, sondern nur Individuen, die nicht aus ihrer Haut herauskönnen.“ Eine direkte Verbindung zu aktuellen politischen Ereignissen habe er nicht herstellen wollen.
Gedreht wurde Manderlay, wie schon von Triers vorangegangene Werke Dancer in the Dark und Dogville, in der schwedischen Stadt Trollhättan. Die Dreharbeiten begannen am 1. März 2004, die Produktionskosten wurden mit 11,8 Mio. Euro (14,2 Mio. US-Dollar) angegeben.

## Kritiken
- „Im Gegensatz zu Dogville lässt einen das Gezeigte […] erstaunlich kalt, die emotionalen Extremmomente, für die von Trier berüchtigt ist, fehlen trotz einer Fast-Vergewaltigung weitgehend. Das liegt nicht zuletzt an Howard, die zwar solide spielt, aber einfach keine Kidman ist. Lars von Trier überrascht uns somit einmal mehr – mit seinem ersten langweiligen Film.“ (Basellandschaftliche Zeitung)
- „Am anstrengendsten […] ist die besserwisserisch lehrerhafte Haltung Lars von Triers, die in der Geschichte permanent durchblitzt. Wie eine Erlösung wirkt deshalb nach ca. 130 Minuten die Abspannmusik David Bowies mit seinem Song ‚Young Americans‘, die auch schon in Dogville im Abspann zu hören war.“ (Arte)

## Auszeichnungen
Manderlay feierte seine Premiere am 16. Mai 2005, und zwar wie schon von Triers vorangegangene Werke Breaking the Waves (1996), Dancer in the Dark (2000) und Dogville (2003) bei den Internationalen Filmfestspielen von Cannes. Der Film lief im Wettbewerb, unterlag jedoch dem Drama Das Kind des belgischen Brüderpaares Jean-Pierre und Luc Dardenne. Ende Oktober gewann der Film beim Internationalen Filmfestival von Valladolid den Sonderpreis gemeinsam mit Michael Hanekes Thriller Caché.
- Internationale Filmfestspiele von Cannes 2005:

nominiert für die Goldene Palme als bester Film
- Internationales Filmfestival von Valladolid 2005:

Sonderpreis

## Nachweise
1. ↑   Freigabebescheinigung für Manderlay. Freiwillige Selbstkontrolle der Filmwirtschaft, Oktober 2005 (PDF; Prüfnummer: 103 964 K).
2. ↑  Interview mit BR-Online, 19. Oktober 2005 (Memento vom 16. Mai 2007 im Internet Archive)
3. ↑  Filmbesprechung bei kultura-extra.de, 3. November 2005
4. ↑  Animals Were Harmed During The Making Of This Movie: Bei den Dreharbeiten zu diesen Filmen sind Tiere zu Schaden oder ums Leben gekommen sind vom 2. Juli 2015 Filmstarts, abgerufen am 4. April 2024